# Çaykur Rizespor
Çaykur Rizespor ist ein türkischer Fußballverein aus der Provinzstadt Rize. Derzeit spielt die Mannschaft in der türkischen Süper Lig und trägt ihre Heimspiele im Çaykur Didi Stadı aus. Der Verein spielte in den 1970er, 1980er, 2000er und 2010er Jahren insgesamt 17 Spielzeiten in der Süper Lig und befindet sich in deren Ewiger Tabelle auf dem 21. Platz. Damit ist der Verein hinter den Erzrivalen Trabzonspor und Samsunspor der beständigste Schwarzmeer-Vertreter in der höchsten türkischen Spielklasse. Die Mannschaft hat den Spitznamen Atmacalar (türkisch für Habichte und Sperber).

## Geschichte
| Saison | Platz | Liga                |
| --- | ----- | ------------------- |
| 1968/69 | 03.   | 3. Liga             |
| 1969/70 | 06.   | 3. Liga             |
| 1970/71 | 03.   | 3. Liga             |
| 1971/72 | 02.   | 3. Liga             |
| 1972/73 | 02.   | 3. Liga             |
| 1973/74 | 02.   | 3. Liga (Aufstieg)  |
| 1974/75 | 10.   | 2. Liga             |
| 1975/76 | 04.   | 2. Liga             |
| 1976/77 | 05.   | 2. Liga             |
| 1977/78 | 02.   | 2. Liga             |
| 1978/79 | 01.   | 2. Liga (Aufstieg)  |
| 1979/80 | 05.   | 1. Liga             |
| 1980/81 | 14.   | 1. Liga (Abstieg)   |
| 1981/82 | 02.   | 2. Liga             |
| 1982/83 | 04    | 2. Liga             |
| 1983/84 | 06.   | 2. Liga             |
| 1984/85 | 01.   | 2. Liga (Aufstieg)  |
| 1985/86 | 15.   | 1. Liga             |
| 1986/87 | 13.   | 1. Liga             |
| 1987/88 | 16.   | 1. Liga             |
| 1988/89 | 17.   | 1. Liga (Abstieg)   |
| 1989/90 | 03.   | 2. Liga             |
| 1990/91 | 07.   | 2. Liga             |
| 1991/92 | 10    | 2. Liga             |
| 1992/93 | 07.1  | 2. Liga (Abstieg)   |
| 1993/94 | 01.   | 3. Liga (Aufstieg)  |
| 1994/95 | 06.1  | 2. Liga             |
| 1995/96 | 01.1  | 2. Liga             |
| 1996/97 | 09.2  | 2. Liga             |
| 1997/98 | 08.2  | 2. Liga             |
| 1998/99 | 05.2  | 2. Liga             |
| 1999/2000                                                                                                  | 03.2  | 2. Liga (Aufstieg)3 |
| 2000/01 | 09.   | 1. Liga             |
| 2001/02 | 16.   | 1. Liga (Abstieg)   |
| 2002/03 | 2.    | 2. Liga (Aufstieg)  |
| 2003/04 | 14.   | 1. Liga             |
| 2004/05 | 10.   | 1. Liga             |
| 2005/06 | 09.   | 1. Liga             |
| 2006/07 | 15.   | 1. Liga             |
| 2007/08 | 17.   | 1. Liga (Abstieg)   |
| 2008/09 | 09.   | 2. Liga             |
| 2009/10 | 15.   | 2. Liga             |
| 2010/11 | 04.   | 2. Liga             |
| 2011/12 | 03.   | 2. Liga             |
| 2012/13 | 02.   | 2. Liga (Aufstieg)  |
| 2013/14 | 13.   | 1. Liga             |
| 2014/15 | 14.   | 1. Liga             |
| 2015/16 | 13.   | 1. Liga             |
| 2016/17 | 16.   | 1. Liga (Abstieg)   |
| 2017/18 | 01.   | 2. Liga (Aufstieg)  |
| 2018/19 | 11.   | 1. Liga             |
| 2019/20 | 15.   | 1. Liga             |
| 2020/21 | 13.   | 1. Liga             |
| 2021/22 | 17.   | 1. Liga (Abstieg)   |
| 2022/23 | 02.   | 2. Liga (Aufstieg)  |
| 2023/24 | 09.   | 1. Liga             |
| 1Platzierung in der Abstiegsrunde 2Platzierung in der Aufstiegsrunde 3Aufstieg durch Playoff-Sieg erreicht |       |                     |

### Gründung
In Rize existierten seit 1918 mehrere Fußballvereine. 1953, zum 34. Jahrestag des Beginns des Türkischen Befreiungskriegs, wurde Rizespor von den vier Manufakturbesitzern Yakup Temizel, Atıf Taviloğlu, İsmet Bilsel und Muharrem Kürkçü und dem Finanzbeamten Yaşar Tümbekçioğlu gegründet. Als Vereinsfarben einigte man sich damals auf Gelb-Grün. Gelb sollte die damals in Rize und Umgebung oft anzutreffenden Zitruspflanzen symbolisieren und Grün den Tee, das heute bekannteste Ausfuhrprodukt der Region. Nach seiner Gründung spielte Rizespor 15 Jahre lang in der regionalen Amateurliga.

### Eintritt in den Profifußball (1968–1973)
Zur Saison 1967/68 wurde die 3. Futbol Ligi als eingleisige Liga mit 17 Mannschaften gegründet. Hauptgrund für die Ligagründung war: Im Sommer 1959 wurde die erste landesweit ausgetragene professionelle Liga im türkischen Fußball, die Milli Lig, mit heutigem Namen die Süper Lig, eingeführt. In den ersten fünf Spielzeiten dieser Liga ergab sich das Bild, dass lediglich Mannschaften aus den drei Großstädten Istanbul, Ankara und Izmir am Spielgeschehen teilnahmen und die restlichen Provinzen der Türkei der Liga fernblieben. Lediglich Adana Demirspor aus der viertgrößten Stadt Adana schaffte es im Sommer 1960 in die Milli Lig, stieg aber bereits nach einer Saison wieder ab. Nach diesen Entwicklungen beschloss der türkische Fußballverband Anfang der 1960er Jahre ein Projekt zu starten, wodurch alle Provinzen der Türkei am Profifußballgeschehen teilhaben konnten. Zu diesem Zweck wurde landesweit den Gouverneuren und Notabeln aller Provinzen mitgeteilt, dass sie, falls nicht vorhanden, durch die Gründung eines konkurrenzfähigen Fußballvereins, ihre Provinz in dieser Liga vertreten könnten. Dadurch wurden binnen weniger Jahre neue Vereine gegründet und die Teilnahme an der zum Sommer 1963 neu gegründeten zweithöchsten Liga, der 2. Lig, beantragt. So wurde die zweithöchste Spielklasse, die Türkiye 2. Futbol Ligi, mit der Spielzeit 1963/64 das erste Mal ausgetragen. Da die Provinzen die Vereinsgründung, die Erfüllung der Auflagen bzw. die Teilnahme unterschiedlich schnell vollzogen, wurde die Liga in ihrer ersten Spielzeit wieder mit Mannschaften überwiegend aus den vier größten Städten Istanbul, Ankara, Izmir und Adana gespielt. Nur mit Çukurova İdman Yurdu und Bursaspor nahmen zwei Mannschaften aus anderen Provinzen am Spielgeschehen teil. In den nachfolgenden Spielzeiten war aber die Anfrage an der Ligateilnahme aus den übrigen Provinzen dermaßen groß, dass man beschloss, zum Sommer 1967 eine dritthöchste türkische Profiliga einzuführen, die Türkiye 3. Futbol Ligi, um die große Vereinsanzahl zu bewältigen.
Die Notabeln der Stadt Rize erfüllten die Auflagen zur Ligateilnahme erst zur Saison 1968/69, der 2. Spielzeit der 3. Liga. In dieser Saison trat Rizespor dieser Liga und damit dem türkischen Profifußball bei. Die Saison beendete die Mannschaft auf dem 3. Tabellenplatz. Nachdem in der Saison 1969/70 ein 6. Tabellenplatz erreicht worden war, spielte der Klub die nachfolgenden vier Spielzeiten immer um die Meisterschaft und um den Aufstieg mit, verfehlte diese Ziele aber immer gegen Saisonende aufgrund weniger Punkte.

### Aufstieg in die 2. Liga (1973–1979)
In der Saison 1973/74 wurde die 3. Liga modifiziert und von einer viergleisigen Spielklasse in eine zweigleisige umgewandelt. Nachdem vorher nur die Meister aller vier Gruppen in die 2. Futbol Ligi aufgestiegen waren, stiegen ab der Saison 1973/74 nun die Meister und Vizemeister der zwei Gruppen in die 2. Liga auf. Rizespor beendete diese Saison hinter Çorumspor als Vizemeister und stieg damit das erste Mal in seiner Vereinsgeschichte in die 2. Liga auf. Obwohl der Klub in dieser Saison sportlich den Aufstieg feiern konnte, kämpfte er gleichzeitig mit erheblichen finanziellen Problemen und stand lange vor der Insolvenz. Erst durch Bemühungen einiger Vereinsfunktionäre konnte sich der Klub wieder finanziell sanieren und die Lizenz für die 2. Liga erwerben. In seiner ersten Zweitligasaison belegte der Klub mit dem 10. Tabellenplatz einen sicheren Nichtabstiegsplatz im mittleren Tabellensegment.

### Übernahme und Umbenennung auf Çaykur Rizespor
Am 19. Mai 1953 war der Verein unter dem Namen Rizespor gegründet worden. Nachdem ihr in den 1970er Jahren mehrere Aufstiege gelungen waren, schaffte die Mannschaft in der Saison 1978/79 erstmals den Aufstieg in die höchste Spielklasse. 1991 wurde der Verein in „Çaykur Rizespor“ umbenannt, da er seitdem von der türkischen Teefirma Çaykur gesponsert wird.

### Zweitligajahre und Rückkehr in die Süper Lig (2009–2013)
In die Saison 2009/10 startete Rizespor mit dem Trainer Oktay Çevik und setzte sich in den ersten Spieltagen der Saison im oberen Tabellenviertel fest. Nachdem aber gegen Ende der Hinrunde die Mannschaft sich immer mehr von der Tabellenspitze zu entfernen begonnen hatte, beendete die Vereinsführung nach der 0:2-Heimniederlage gegen Karşıyaka SK ihre Zusammenarbeit mit Çevik. Der Verein überbrückte die wenigen Tage ohne Cheftrainer interimsweise mit Hasan Vezir und stellte noch Mitte Dezember Mehmet Şansal als neuen Cheftrainer vor. Dieser begann seine Zeit bei Rizespor mit einem 4:0-Heimsieg gegen den Mersin İdman Yurdu verheißungsvoll, erlitt aber in seiner zweiten Begegnung gegen Bucaspor mit 1:6 eine herbe Auswärtsniederlage. Das letzte Spiel der Hinrunde und Şansals dritte Partie für Rizespor endete mit einem 1:1-Unentschieden gegen Tabellenschlusslicht Kocaelispor ebenfalls für den Verein enttäuschend. Şansal gelang es in der Winterpause nicht, positiv auf die Mannschaft einzuwirken. So startete die Mannschaft mit zwei Unentschieden und einer Niederlage in die Rückrunde. Die Vereinsführung, die das Saisonziel Aufstieg in Gefahr zu geraten sah, entließ daraufhin Şansal und ersetzte diesen durch Ümit Kayıhan. Auch diesem Trainer gelang der erhoffte Aufwärtstrend nicht. So rutschte die Mannschaft am vorletzten Spieltag gar auf den obersten Abstiegsplatz und konnte nur durch ein 3:1-Auswärtssieg gegen Tabellenschlusslicht Kocaelispor den Klassenerhalt erreichen. Trotz dieser enttäuschenden Saisonleistung entschied sich der Klub, mit Kayıhan in die neue Saison zu gehen. In die Saison 2010/11 startete die Mannschaft erfolgreich und belegte bis zur Winterpause immer obere Tabellenplätze und vergab des schlechteren Torverhältnisses wegen die Herbstmeisterschaft an Mersin İdman Yurdu. In der Rückrunde zeigt die Mannschaft eine ähnliche Leistung, schaffte es aber nicht sich auf einem direkten Aufstiegsplatz von den Nachfolgern abzusetzen. Die Saison beendete der Klub schließlich auf dem 4. Tabellenplatz, verpasste damit den direkten Aufstieg in die Süper Lig und qualifizierte sich für die Playoff-Phase. In der Playoff-Phase, in der der dritte und letzte Aufsteiger in die per K.-o.-System ausgespielt wurde, traf die Mannschaft im Halbfinale auf Orduspor. Das erste Halbfinalspiel unterlag die Mannschaft auswärts mit 0:4 deutlich. Das Rückspiel vor heimischer Kulisse endete 3:3, wodurch auch die letzte Aufstiegsmöglichkeit in dieser Saison vergeben wurde. Direkt nach diesem Spiel verließ Kayıhan, dessen Vertrag auch zum Sommer 2011 endete, den Verein.
Zur Spielzeit 2011/12 verpflichtete Rizespor Hüseyin Kalpar als Cheftrainer. Dieser erreichte in der Vorsaison mit Samsunspor die Vizemeisterschaft der TFF 1. Lig und stieg in die Süper Lig auf. Nachdem Kaplar im Februar 2012 durch Giray Bulak ersetzt wurde, beendete Rizespor die TFF 1. Lig als Dritter und verpasste so den direkten Aufstieg in die Süper Lig. Stattdessen musste der Verein in die Playoffs und schied hier bereits in der ersten Runde gegen Adanaspor aus. So verpasste man das zwei Mal in Folge den Aufstieg in die Süper Lig. Zum Saisonende verließ Bulak den Verein. Mit Severin Brice Bikoko, der 18 Ligatore erzielte, stellte der Verein den Torschützenkönig der Saison 2011/12.
Zum Sommer 2012 ersetzte Engin Korukır den zurückgetretenen Trainer Bulak. Korukır arbeitete bereits in der Spielzeit 2003/04 als Co-Trainer bei dem Schwarzmeervertreter. Nachdem er mit seiner Mannschaft einen guten Start in die Saison erwischte und lange Zeit die Tabelle anführte, begann die Mannschaft im Verlauf der Hinrunde wichtige Punkte zu verlieren. Nachdem am 15. Spieltag die Partie gegen den Tabellenletzten MKE Ankaragücü mit 1:2 verloren wurde, gab Korukır seinen Rücktritt bekannt.
Für Korukır konnte mit Mustafa Denizli überraschenderweise einer der erfolgreichsten türkischen Trainer als Nachfolger vorgestellt werden. Nach Denizlis eigenen Aussagen nach, nahm er das Angebot des Zweitligisten nach einer persönlichen Bitte des türkischen Ministerpräsidenten Recep Tayyip Erdoğan, der aus der Provinz Rize stammt, an. Denizli sagte weiter, dass Erdoğan in der Vergangenheit einem Familienmitglied das Leben gerettet habe und er deswegen in Erdoğans Schuld stehe. Rizespor beendete mit Denizli die Saison auf Vizemeister der TFF 1. Lig und erreichte damit den erhoffen Aufstieg in die Süper Lig.

### Neuzeit (seit 2013)
Nach dem Aufstieg in die Süper Lig konnte sich der Vereinsvorstand mit Mustafa Denizli auf keine weitere Zusammenarbeit einigen. Denizli befand das Transferbudget für die anstehende Saison nicht ausreichend genug, um damit einen oberen Tabellenplatz belegen zu können. So verließ Denizli zum Saisonende Rizespor und wurde wenig später durch Rıza Çalımbay ersetzt. Dieser übernahm damit zum dritten Mal den Çaykur Rizespor.
Die Mannschaft erlebte unter Çalımbay einen erfolgreichen Start in die Saison und rückte nach dem 6. Spieltag auf dem 2. Tabellenplatz auf. Anschließend folgte aber eine lange Niederlagenserie, sodass die Mannschaft die Hinrunde auf dem 15. und damit vorletzten Tabellenplatz beendete. Nachdem dieser Negativtrend in den ersten Spieltagen der Rückrunde nicht abgewendet werden konnte und der Verein auf einen Abstiegsplatz abgerutscht war, trat Çalımbay nach dem 20. Spieltag von seinem Amt zurück.
Nachdem interimsweise Mehmet Ali Karaca wenige Tage die Mannschaft betreut hatte, wurde Mitte Februar 2014 Uğur Tütüneker als neuer Cheftrainer vorgestellt. Tütüneker übernahm Rizespor auf dem 16. Tabellenplatz, dem obersten Abstiegsplatz, und führte den Klub zum sicheren Klassenerhalt. Trotz dieses Erfolges verlängerte Rizespor den Vertrag mit Tütüneker nicht weiter.

## Erfolge
- Tabellenfünfter der Süper Lig: 1979/80
- Meister der TFF 1. Lig (2): 1978/79, 1984/85, 2017/18
- Vizemeister der TFF 1. Lig (2): 2002/03, 2012/13
- Playoff-Sieger der TFF 1. Lig: 1999/2000
- Aufstieg in die Süper Lig (5): 1978/79, 1984/85, 1999/2000, 2002/03, 2012/13, 2017/18
- Meister der TFF 2. Lig: 1993/94
- Vizemeister der TFF 2. Lig: 1973/74
- Aufstieg in die TFF 1. Lig (2): 1973/74, 1993/94

## Ligazugehörigkeit
- 1. Liga: 1979–1981, 1985–1989, 2000–2002, 2003–2008, 2013–2017, 2018–2022, ab 2023

- 2. Liga: 1974–1979, 1981–1985, 1989–1993, 1994–2000, 2002–2003, 2008–2013, 2017–2018, 2022–2023

- 3. Liga: 1968–1974, 1993–1994

## Aktueller Kader 2024/25
- Letzte Aktualisierung: 19. März 2025[14]

| Nr.        | Nat.                             | Name                 | Geburtstag    | im Verein seit | Vertrag bis |
| Tor        | Tor                              | Tor                  | Tor           | Tor            | Tor         |
| ---------- | -------------------------------- | -------------------- | ------------- | -------------- | ----------- |
| 1          | Turkei                           | Tarık Çetin          | 8. Jan. 1997  | 2019           | 2025        |
| 30         | Kroatien                         | Ivo Grbić            | 18. Jan. 1996 | 2024           | 2025        |
| 35         | Turkei                           | Efe Doğan            | 20. Aug. 2004 | 2025           | 2029        |
| Abwehr     |                                  |                      |               |                |             |
| 02         | Usbekistan                       | Khusniddin Alikulov  | 4. Apr. 1999  | 2023           | 2026        |
| 03         | Turkei                           | Samet Akaydin        | 13. März 1994 | 2025           | 2026        |
| 04         | Ungarn                           | Attila Mocsi         | 29. Mai 2000  | 2023           | 2027        |
| 05         | Danemark                         | Casper Højer Nielsen | 20. Nov. 1994 | 2023           | 2026        |
| 27         | Turkei                           | Eray Korkmaz         | 8. Juni 2003  | 2023           | 2026        |
| 37         | Turkei                           | Muhammet Taha Şahin  | 22. Okt. 2000 | 2023           | 2027        |
| 45         | Turkei                           | Ayberk Karapo        | 21. Juli 2004 | 2024           | 2025        |
| 95         | Turkei                           | Habil Özbakir        | 6. Feb. 2005  | 2024           | 2027        |
| Mittelfeld |                                  |                      |               |                |             |
| 06         | Griechenland                     | Giannis Papanikolaou | 18. Nov. 1998 | 2024           | 2027        |
| 08         | Bosnien und Herzegowina Kroatien | Dal Varešanović      | 23. Mai 2001  | 2023           | 2026        |
| 18         | Bosnien und Herzegowina          | Muhamed Buljubasic   | 4. Juli 2004  | 2024           | 2028        |
| 20         | Turkei Deutschland               | Berkay Özcan         | 15. Feb. 1998 | 2025           | 2025        |
| 54         | Turkei                           | Mithat Pala          | 15. Aug. 2000 | 2020           | 2026        |
| Sturm      |                                  |                      |               |                |             |
| 07         | Turkei                           | Abdülkadir Ömür      | 25. Juni 1999 | 2025           | 2025        |
| 9          | Gambia Italien                   | Ali Sowe             | 14. Juni 1994 | 2024           | 2025        |
| 10         | Nigeria                          | Ibrahim Olawoyin     | 26. Feb. 1999 | 2023           | 2026        |
| 15         | Tschechien                       | Václav Jurečka       | 26. Juni 1994 | 2024           | 2026        |
| 17         | Turkei                           | Emrecan Bulut        | 26. Nov. 2002 | 2024           | 2028        |
| 19         | Algerien Frankreich              | Rachid Ghezzal       | 9. Mai 1992   | 2024           | 2025        |
| 28         | Nigeria                          | David Akintola       | 13. Jan. 1996 | 2024           | 2025        |
| 77         | Kosovo Finnland                  | Altin Zeqiri         | 18. Juli 2000 | 2023           | 2026        |
| 97         | Turkei                           | Doğanay Avcı         | 7. Feb. 2006  | 2024           | 2028        |

## Legendäre Spiele
- 11. Februar 2001: Çaykur Rizespor 5:1 Beşiktaş Istanbul (Rize Atatürk Stadı) – Turkcell Süper Lig[15]
- 28. Januar 2004: Galatasaray Istanbul 0:5 Çaykur Rizespor (Atatürk Olimpiyat Stadı) – Fortis Türkiye Kupası (3. Runde)[16]
- 5. November 2006: Çaykur Rizespor 2:1 Galatasaray Istanbul (Rize Atatürk Stadı) – Turkcell Süper Lig
- 10. Februar 2007: Çaykur Rizespor 2:1 Fenerbahçe Istanbul (Rize Atatürk Stadı) – Turkcell Süper Lig
- 7. November 2015: Çaykur Rizespor 4:3 Galatasaray Istanbul (Çaykur Didi Stadı) – Spor Toto Süper Lig[17][18]

## Freundschaft
Caykur Rizespor hat eine sehr gute Freundschaft zum Liga-Konkurrenten Orduspor.

## Rekordspieler
| Rang                 | Name             | Einsätze | Zeitraum  |
| -------------------- | ---------------- | -------- | --------- |
| 01.                  | Turgut Kural     | 132      | 1985–1989 |
| 02.                  | Metin Bak        | 131      | 1985–1989 |
| 02.                  | Muharrem Vezir   | 131      | 1985–1989 |
| 04.                  | Okan Öztürk      | 127      | 2001–2006 |
| 05.                  | Serkan Özdemir   | 126      | 2000–2006 |
| 06.                  | Kürşat Duymuş    | 120      | 2000–2008 |
| 07.                  | Harun İlik       | 111      | 1985–1989 |
| 08.                  | Ünal Alpuğan     | 110      | 2001–2006 |
| 08.                  | Gustavo Victoria | 110      | 2003–2008 |
| 10.                  | Fahri Tatan      | 106      | 2003–2008 |
| 10.                  | İsa Gabralı      | 106      | 1986–1989 |
| Stand: 17. März 2019 |                  |          |           |

| Rang                 | Name             | Tor | Einsätze | Tor/Spiel |
| -------------------- | ---------------- | --- | -------- | --------- |
| 01.                  | Léonard Kweuke   | 47  | 99       | 0,47      |
| 02.                  | Okan Öztürk      | 28  | 127      | 0,22      |
| 03.                  | Emmanuel Tetteh  | 27  | 78       | 0,35      |
| 04.                  | Deniz Kadah      | 22  | 76       | 0,29      |
| 05.                  | Zafer Dinçer     | 21  | 55       | 0,38      |
| 06.                  | Osman Denizci    | 20  | 60       | 0,33      |
| 07.                  | Saffet Akyüz     | 16  | 38       | 0,42      |
| 07.                  | Hasan Vezir      | 16  | 40       | 0,4       |
| 07.                  | Sinan Turhan     | 16  | 52       | 0,31      |
| 07.                  | Ümit Ozan Kazmaz | 16  | 55       | 0,29      |
| 07.                  | Hakan Tecimer    | 16  | 91       | 0,18      |
| 07.                  | Muharrem Vezir   | 16  | 131      | 0,12      |
| Stand: 17. März 2019 |                  |     |          |           |

## Ehemalige Trainer
| - Şenol Birol 2 (Oktober 1968 – Juni 1969) - Orhan Sözüner (August 1969 – ? 1969/70) - Beytullah Baliç (? 1969/70 – Juni 1970) - Münacettin Barut (August 1970 – ? 1971/72) - Ali İhsan Karayiğit (? 1971/72 – Mai 1972) - Gazanfer Olcayto (August 1972 – ? 1972/73) - Gazanfer Olcayto (? 1972/73 – ? 1973/74) - Bülent Eken (? 1973/74 – Juni 1974) - Turgut Kafkas (August 1974 – Juni 1975) - Sabahattin Erman (Oktober 1975 – Juni 1976) - Suat Mamat (Juli 1975 – Oktober 1975) - Bülent Eken (November 1975 – Mai 1976) - Tekin Yolaç (September 1976 – ? 1976/77) - İlhan Uralgil (? 1976/77) - Erdoğan Gürhan (? 1976/77 – November 1977) - Kadri Aytaç (November 1977 – Mai 1978) - Gürsel Aksel (Juni 1978 – Oktober 1978) - Abdulah Gegić (Oktober 1978 – ? 1978/79) - Turgut Kafkas (? 1978/79 – Mai 1979) - Zeynel Soyuer (August 1979 – Mai 1980) - Halil Güngördü (August 1980 – Dezember 1980) - Cesarettin Alptekin 6 (Dezember 1980 – Januar 1981) - Halil Güngördü (Februar 1981 – Mai 1981) - Turgut Kafkas (Juni 1981 – Juni 1982) - Tezcan Uzcan (September 1982 – Januar 1983) - Suphi Varer (? 1983 – Januar 1983) - Cesarettin Alptekin (Januar 1983 – September 1985) - Enver Katip (September 1985 – Juni 1986) - Nedim Günar (August 1986 – Dezember 1986) | - Cesarettin Alptekin (Dezember 1986 – Oktober 1987) - Davut Şahin 1 (Oktober 1987) - Adolf Remy (November 1987 – Dezember 1988) - Cesarettin Alptekin (Januar 1989 – Mai 1990) - Enver Katip (August 1990 – Mai 1992) - Numan Zafer Kanburoğlu (August 1992 – Mai 1993) - Giray Bulak (Juni 1993 – September 1994) - Unbekannt (September 1994 – November 1994) - Hüsnü Kürkçü (November 1994 – Mai 1995) - Kadir Özcan (Juli 1995 – Mai 1996) - Ömer Kaner (Juli 1996 – September 1996) - Unbekannt (September 1996 – November 1996) - Ali Kemal Denizci (November 1996 – März 1997) - Enver Katip (März 1997 – Mai 1997) - Yaşar Elmas (Juni 1997 – Februar 1998) - Oktay Çevik (Februar 1998 – Mai 1998) - Celal Kıbrızlı (August 1998 – April 1999) - Hikmet Karaman (April 1999 – Mai 1999) - Cem Pamiroğlu (Juni 1999 – März 2000) - Rasim Kara (März 2000 – Mai 2000) - Karol Pecze (Juli 2000 – Mai 2002) - Fuat Yaman (August 2002 – Februar 2003) - Hikmet Karaman (Februar 2003 – Februar 2004) - Yılmaz Vural (Februar 2004 – Mai 2004) - Erdoğan Yılmaz 6 (Mai 2004) - Rıza Çalımbay (August 2004 – Januar 2005) - Mehmet Albayrak 6 (Februar 2005) - Erdoğan Arıca (Februar 2005 – Mai 2005) - Metin Yıldız (August 2005 – Oktober 2005) | - Sakıp Özberk (Oktober 2005 – Dezember 2005) - Güvenç Kurtar (Dezember 2005 – September 2006) - Safet Sušić (September 2006 – Dezember 2006) - Rıza Çalımbay (Januar 2007 – Mai 2007) - Samet Aybaba (August 2007) - Safet Sušić (August 2007 – Februar 2008) - Erdoğan Arıca (Februar 2008 – Mai 2008) - Cesarettin Alptekin 1 (Mai 2008) - Metin Diyadin (Juli 2008 – Januar 2009) - Suat Kaya (Januar 2009 – Februar 2009) - Raşit Çetiner (Februar 2009 – Mai 2009) - Oktay Çevik (Juli 2009 – Dezember 2009) - Hasan Vezir 6 (Dezember 2009) - Mehmet Şansal (Dezember 2009 – Februar 2010) - Ümit Kayıhan (Februar 2010 – Mai 2011) - Hüseyin Kalpar (Juni 2011 – Februar 2012) - Giray Bulak (Februar 2012 – Juni 2012) - Engin Korukır (Juli 2012 – Mai 2013) - Mehmet Ali Karaca 6 (Dezember 2012) - Mustafa Denizli (Dezember 2012 – Mai 2013) - Rıza Çalımbay (Juni 2013 – Februar 2014) - Mehmet Ali Karaca 6 (Februar 2014) - Uğur Tütüneker (Februar 2014 – Mai 2014) - Mehmet Özdilek (Juni 2014 – Dezember 2014) - Hikmet Karaman (Dezember 2014 – Oktober 2017) - İbrahim Üzülmez (Oktober 2017 – September 2018) - Okan Buruk (September 2018 – Mai 2019) - İsmail Kartal (Juni 2019 – Februar 2020) - Ünal Karaman (März 2020 – Juli 2020 ) - Mehmet Ali Karaca 6 (März 2020 – Juli 2020 ) - Stjepan Tomas (August 2020 – Januar 2021 ) - Marius Șumudică (Januar 2021 – ) |

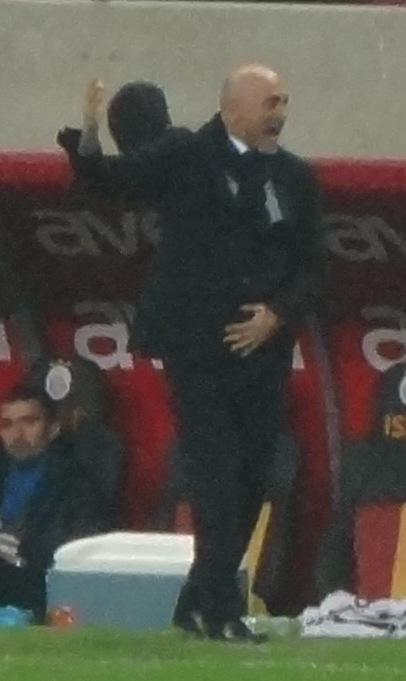
Hikmet Karaman
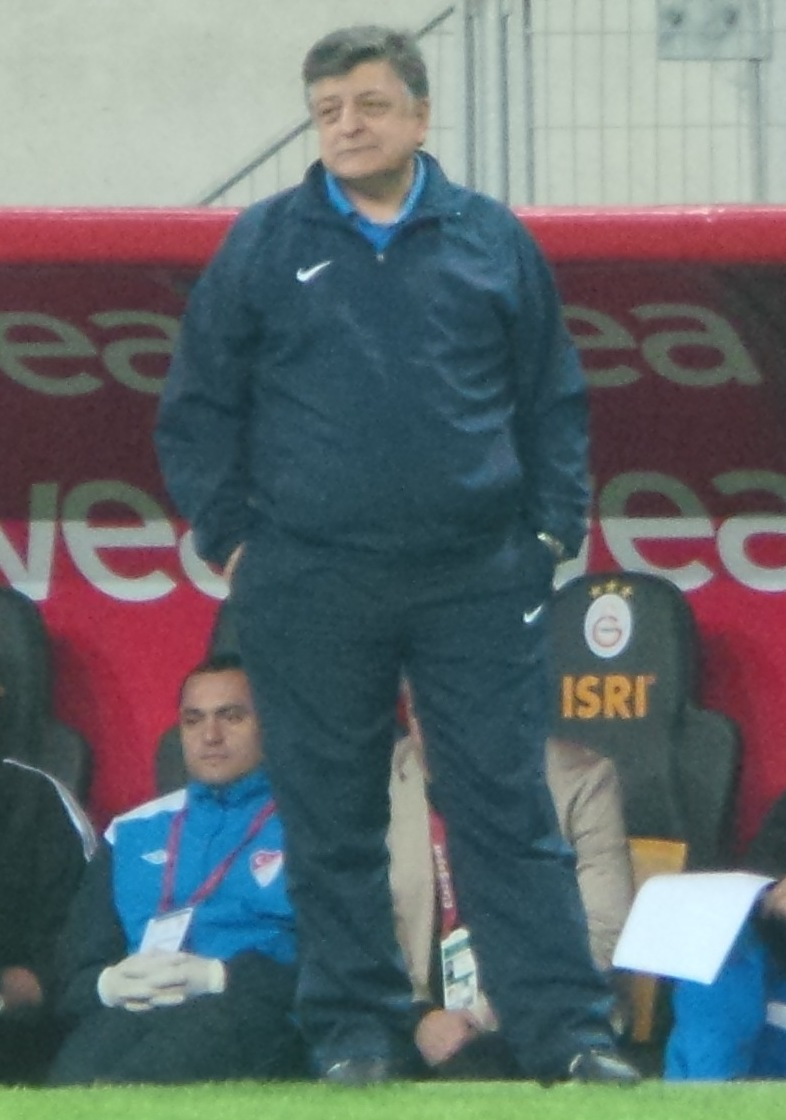
Yılmaz Vural
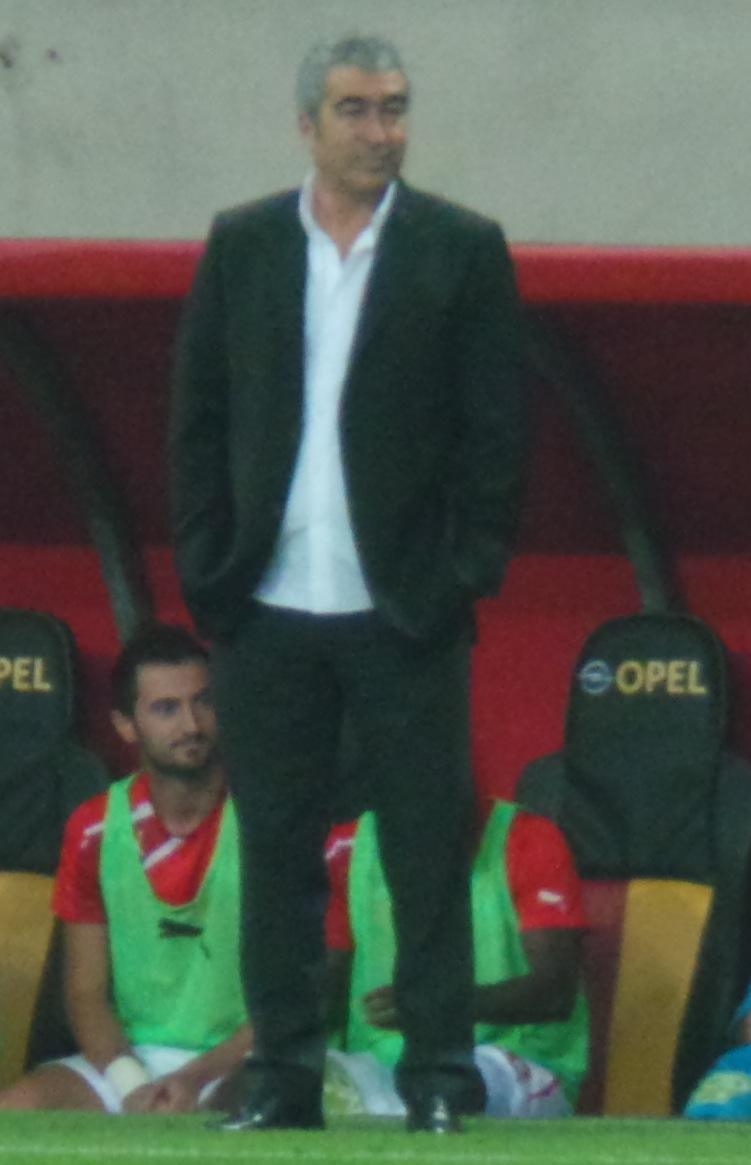
Samet Aybaba
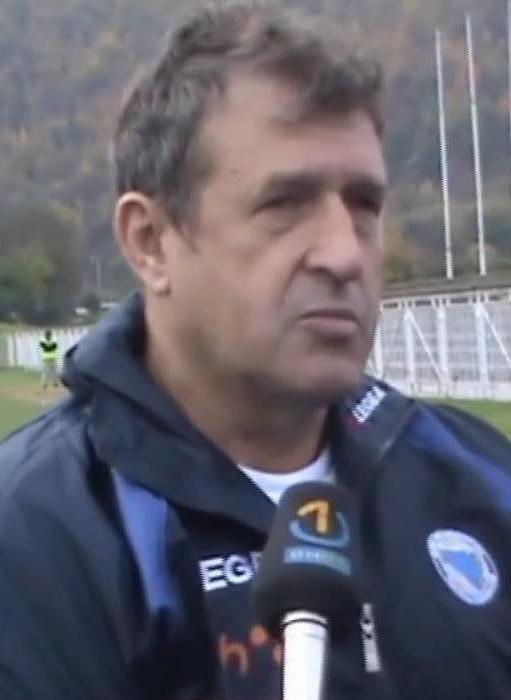
Safet Sušić
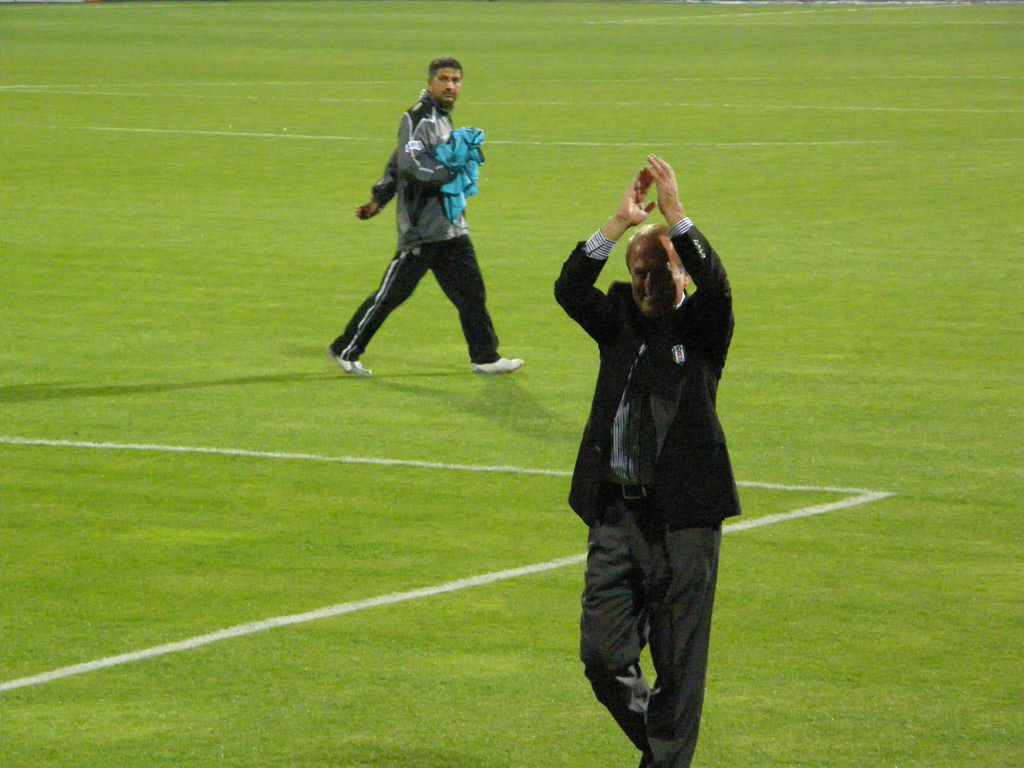
Mustafa Denizli
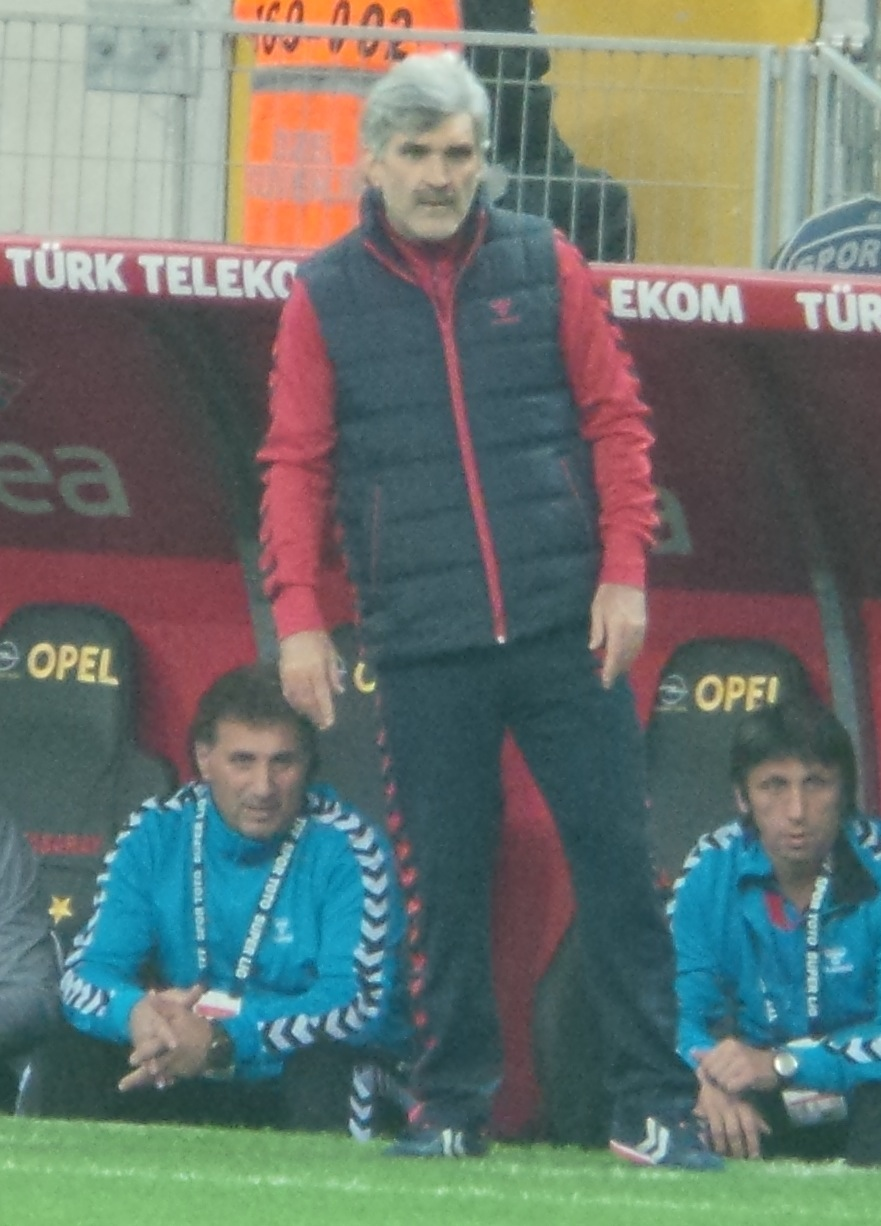
Uğur Tütüneker
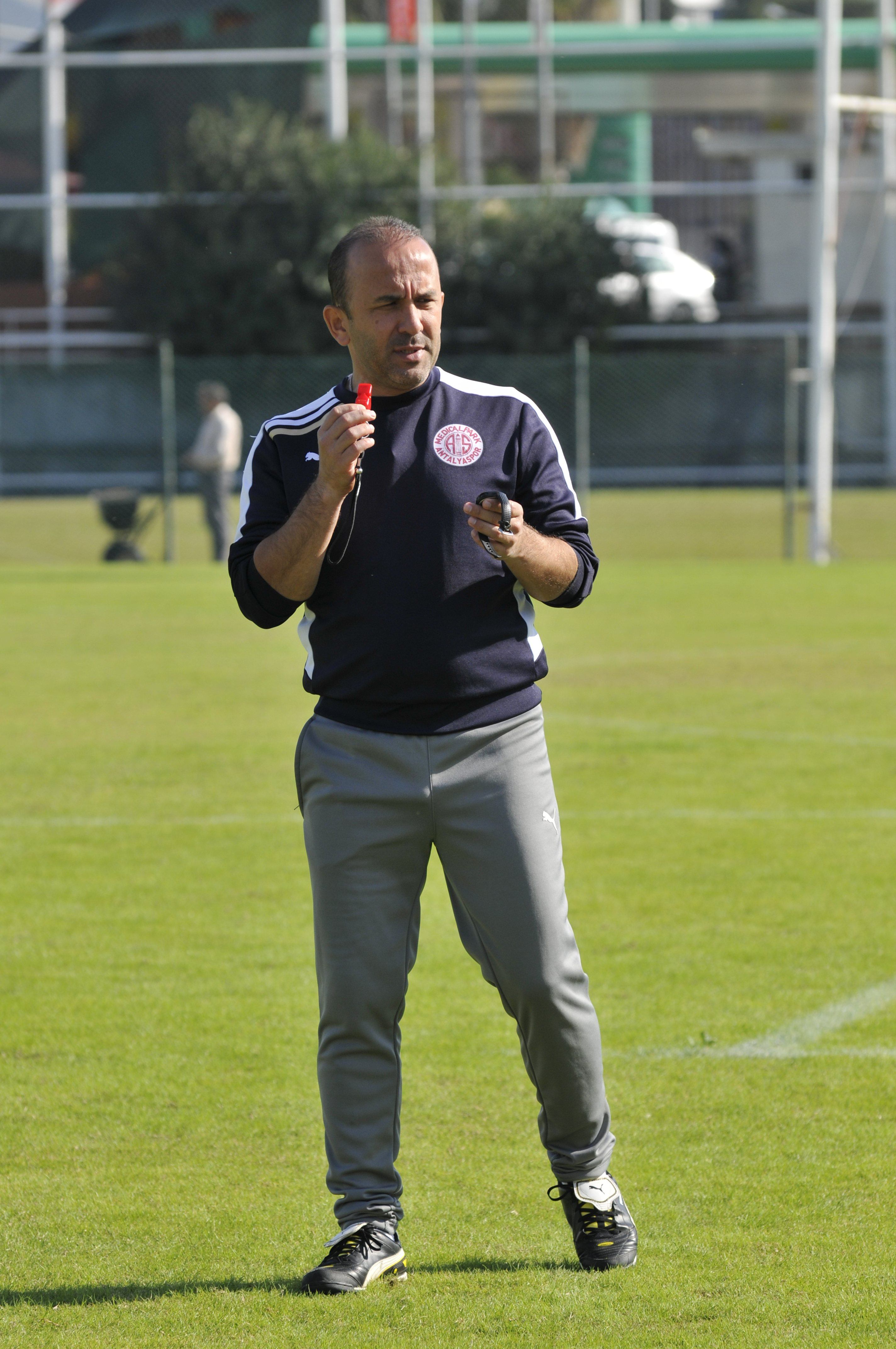
Mehmet Özdilek
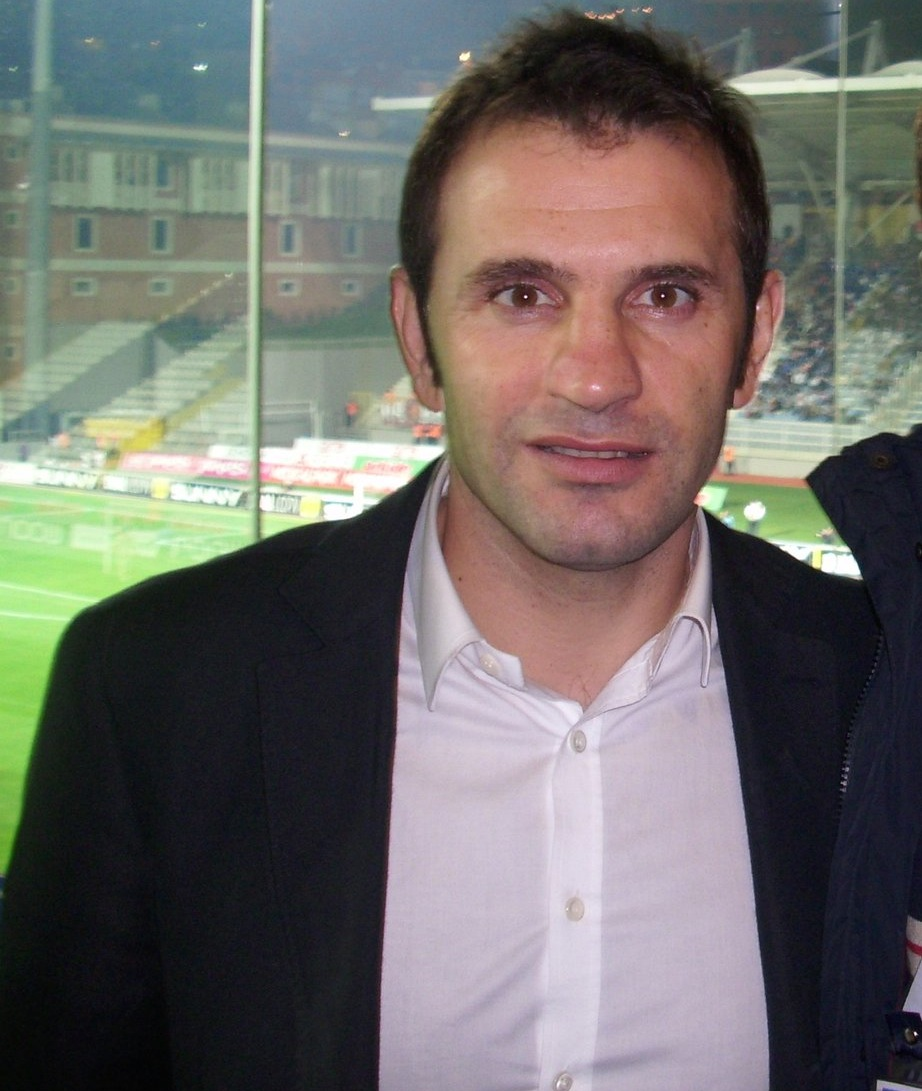
Okan Buruk

## Bekannte ehemalige Spieler
- Ünal Alpuğan
- Koray Avcı
- Ibrahim Ba
- Joel Pohjanpalo
- Abdoulaye Diakhaté
- Razundara Tjikuzu
- Hakan Ünsal
- Jürgen Pahl
- Severin Brice Bikoko

## Präsidenten (Auswahl)
- Bahattin Coşkun (April 1968 – April 1973)
- Reşat Uçak (April 1968 – Juni 1976)
- Şadan Tuzcu (Juni 1988 – Januar 1989)
- Şeref Keçeli (Januar 1989 – Juli 1989)
- Ahmet Akyıldız (Juli 1989 – Januar 1990)
- Muharrem Kürkçü (Januar 1990 – Mai 1990)
- Mehmet Cengiz (Juni 1998 – Juli 2002)
- Ekrem Cengiz (Juni 2002 – Juli 2007)
- Abdülkadir Çakır (Juli 2007 – Januar 2009)
- Halim Mete (Januar 2009 – Januar 2010)
- Metin Kalkavan (Januar 2010 – September 2017)
- Hasan Kemal Yardımcı (September 2017 – September 2018)
- Hasan Kartal (September 2018 – )